# Pierre Benoit
Pierre Benoit (ur. 16 lipca 1886 w Albi, zm. 3 marca 1962 w Ciboure) – francuski powieściopisarz, członek Akademii Francuskiej.

## Życiorys
Urodził się w południowej Francji w rodzinie oficera (zawodowego) miejscowego garnizonu. Po przeniesieniu ojca (1887) do służby w Tunisie, a następnie w Algierii, spędził dzieciństwo i młodość w Afryce Północnej. Od 1907, po odbyciu służby wojskowej w pułku żuawów koło Algieru, studiował literaturę i historię na uniwersytecie w Montpellier, uzyskując tam bakalaureat nauk humanistycznych. Nie otrzymawszy posady nauczyciela historii, podjął pracę urzędnika państwowego i do 1922 pracował w sferze oświaty (w internacie w Sceaux). W tym czasie zapoznał się z twórczością Maurice Barrèsa i Charles’a Maurras’a, którzy wywarli na niego znaczący wpływ.
Zmobilizowany do służby w armii francuskiej na początku I wojny światowej, ranny po walkach o Charleroi znalazł się w szpitalu, skąd następnie go zdemobilizowano. Doświadczenia wojenne sprawiły, że stał się zagorzałym pacyfistą. Był jednak też zdecydowanym nacjonalistą o przekonaniach prawicowych, reprezentując w okresie międzywojennym swoisty odłam francuskiego świata intelektualnego, m.in. jako wielbiciel przywódcy faszystów Ch. Maurras’a. Jako pisarz niezwykle wówczas poczytny, w 1931 r. przyjęty został do grona Akademii Francuskiej (fotel 6).
Z zamiłowania obieżyświat, działalność literacką łączył z reporterską, podróżując po wielu krajach i wszystkich kontynentach (zwłaszcza w latach 1923–38 i później, 1947–53), pracując dla znanych tytułów prasy francuskiej (np. „France-Soir”, „L'Intransigeant”). Przeprowadzał wywiady z ówczesnymi czołowymi osobistościami, takimi jak Hajle Sellasje, Benito Mussolini, Hermann Göring, Antonio Salazar.
Podczas II wojny światowej w okupowanej przez Niemców Francji przystąpił do „Groupe collaboration” – prohitlerowskiego ugrupowania twórców, w którym uczestniczyli też Pierre Drieu la Rochelle, Abel Bonnard, Georges Claude i in. Po wyzwoleniu spowodowało to jego aresztowanie we wrześniu 1944; chociaż po pół roku został zwolniony, przez lata pozostał na „czarnej liście” francuskich kolaborantów. W latach powojennych tworzył z mniejszą intensywnością. Zmarł w wieku 76 lat w Ciboure, nadmorskiej miejscowości Baskonii francuskiej.
Komandor Legii Honorowej.

## Twórczość
Początek jego kariery literackiej znaczą dwa tomiki poezji: debiutancki Diadumène (1914) i kolejny, a zarazem ostatni – Les Suppliantes (1920). Otrzymał za nie nagrodę Towarzystwa Literatów Francuskich. Współpracował z czasopismem poetyckim „Le Double Bouquet”. Obdarzony znakomitą pamięcią i zafascynowany twórczością Racine’a i Wiktora Hugo, znał ją doskonale: recytował z pamięci 40 tys. wersów Hugo i umiał wszystkie tragedie Racine’a.

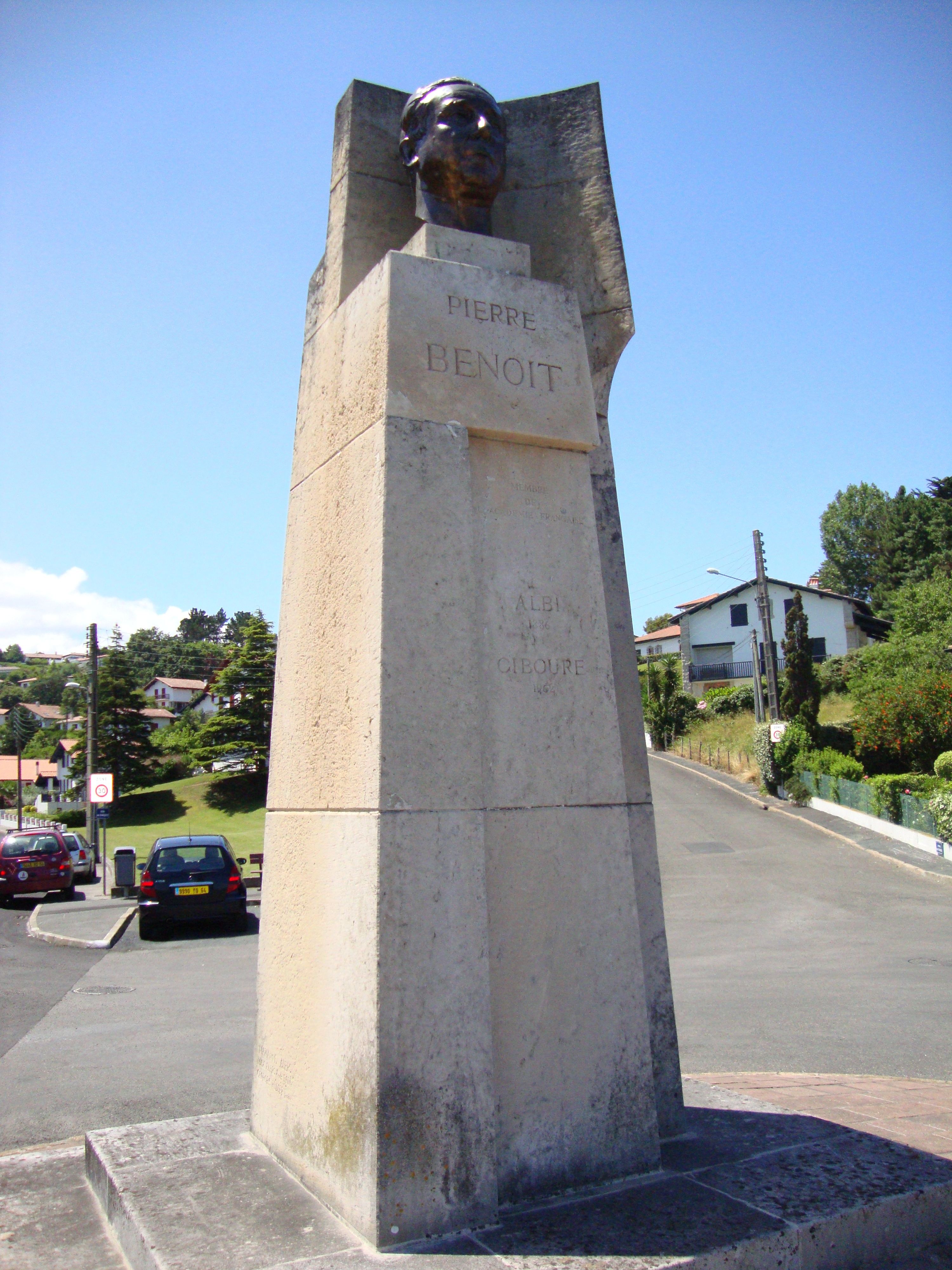
Pomnik pisarza w Ciboure

Pierwszy utwór prozatorski – powieść Kœnigsmark wydał w 1918 roku. Będąca sukcesem literackim pisarza, proponowana była nawet do Nagrody Goncourtów, której jednak nie przyznano. Za to oparta na reminiscencjach północnoafrykańskich i wydana w roku następnym Atlantyda, która zyskała ogromną popularność, natychmiast zjednała autorowi nagrodę Akademii Francuskiej („Grand Prix du roman de l’Académie française”). Najbardziej znana spośród całej twórczości Benoit, w latach 1921–1992 była sześciokrotnie przenoszona na ekran.
Sukces ten otworzył pisarzowi drogę do wydawców i masowego czytelnika. W latach następnych Benoit z regularnością maszyny pisał przeciętnie jedną powieść co roku, w ciągu lat czterdziestu publikując ich 40. Główny wątek stanowi w nich zawsze dramat miłosny. Wybierając na bohaterki postacie kobiece o imionach tradycyjnie zaczynających się literą A (Aurora, Antinea, Agar, Albertyna, Aksela, Allegria, Adlona, Antiopa itd.), stworzył swoisty typ niepokojącej heroiny („amazonki-bachantki”), wywierającej magnetyczny wpływ na mężczyzn, których ostatecznie przywodzi do zbrodni bądź do zguby. Akcję umieszczał często w scenerii krain egzotycznych (na ogół w miejscach, które odwiedził w trakcie swych licznych podróży), fascynujących obcością i pobudzających wyobraźnię czytelnika, jak saharyjska Algieria  (Atlantyda), Syria (Władczyni Libanu) i Palestyna (Studnia Jakuba), zachodnie wybrzeże Irlandii (Droga Obrzymów), prerie amerykańskie (Słone jezioro),  kambodżanskie Angkor (Trędowaty król) czy nawet Nowe Hebrydy (Erromango).
Jego beletrystyczny dorobek obejmuje blisko 50 utworów. O ich popularności świadczyły nadzwyczaj wysokie nakłady poszczególnych tytułów książek, które najczęściej ukazywały się w tanich, łatwo dostępnych wydaniach kieszonkowych (livre de poche). Poza Atlantydą sfilmowano jeszcze co najmniej 8 jego powieści. Dodatkowo wszystkie jego utwory wydał pośmiertnie w ozdobnej 7-tomowej edycji dożywotni paryski wydawca pisarza – Albin Michel.

## Charakter i ocena
Twórczość poetycka Pierre’a Benoit miała charakter neoromantyczny pod względem uczuciowym i neoklasyczny (parnasizm) pod względem środków wyrazu. Utwory prozatorskie budziły od początku kontrowersje. Entuzjazm jednych krytyków tonowany był niechętnymi opiniami innych. Nawet wielki sukces wydawniczy uzyskany dzięki Atlantydzie zakłócony został wysunięciem oskarżenia o plagiat poprzez wykorzystanie wcześniejszej powieści Ona (She) autorstwa Henry’ego Ridera Haggarda. Część krytyków widziała w nim jedynie „zręcznego wytwórcę powieści do czytania w pociągu” (Paul Souday). Posądzano go nawet o brak wyobraźni z racji nadawania swym bohaterkom imion wyłącznie na „A”.
Obecnie uważany jest za autora powieści rozrywkowych, w zręczny sposób łączących element dokumentacyjny (zwłaszcza w odniesieniu do egzotyki różnych kontynentów) z żywą intrygą. Doceniano, że pisał „z humorem, językiem czystym i wytwornym”. Stąd jakkolwiek uznawano, iż w literaturze francuskiej zajął miejsce Aleksandra Dumasa (ojca), to jednak w pisarstwie zarzucano np. zbyt nikłą psychologizację samej intrygi, która w jego powieściach pozostaje pod tym względem dość powierzchowna. Jako najlepszą w jego twórczości prozatorskiej najczęściej wymienia się powieść Panna de la Ferté. „Można się zgodzić, że Benoit nie był pisarzem wybitnym, ale nie można przejść obojętnie obok faktu, że był i pozostanie jednym z najchętniej czytanych pisarzy francuskich XX wieku”.

## Twórczość beletrystyczna (wybór)

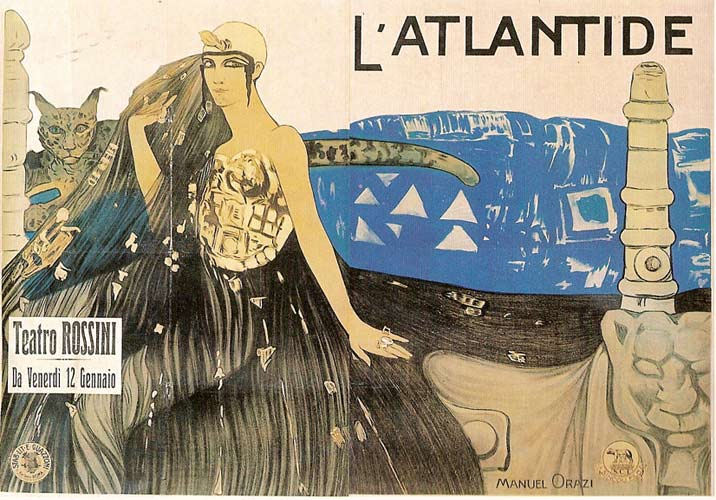
Plakat filmu Jacques’a Feydera Atlantyda (1921) ze Stanisławą Napierkowską w roli tytułowej

- Kœnigsmark (1918) – wydanie polskie pt. Kœnigsmark (1925)
- L'Atlantide (1919) – wyd. pol. Atlantyda (1921)
- Pour don Carlos (1920) – wyd. pol. Dla don Karlosa (1923)
- Erromango (1920)
- Le Lac salé (1921) – wyd. pol. Słone jezioro (1927)
- La Chaussée des géants (1922) – wyd. pol. Droga Olbrzymów (1922)
- L'Oublié (1922) – wyd. pol. Zapomniany (1924)
- Mademoiselle de la Ferté (1923) – wyd. pol. Panna de la Ferté (1925)
- La Châtelaine du Liban (1924) – wyd. pol. Władczyni Libanu (1927)
- Le Puits de Jacob (1925) – wyd. pol. Studnia Jakuba (1925)
- Alberte (1926) – wyd. pol. Albertyna (1926)
- Le Roi lépreux (1927) – wyd. pol. Trędowaty król (1930)
- Axelle (1928) – wyd. pol. Aksela (1930)
- Le Soleil de minuit (1930) – wyd. pol. Fatalna noc w Mukdenie (1932)
- Le Déjeuner de Sousceyrac (1931) – wyd. pol. Wielki los (1932)
- L'Île verte (1932) – wyd. pol. Zielona wyspa (1932)
- Fort-de-France (1933) – wyd. pol. Fort Francji (1935)
- Boissière (1935) – wyd. pol. Adlona (1935)
- La Dame de l’Ouest (1936) – wyd. pol. Pani z Zachodu (1937)
- L’Homme qui était trop grand (1936)
- Les Compagnons d'Ulysse (1937) – wyd. pol. Towarzysze Odyssa (1938)
- Bethsabée (1938) – wyd. pol. Bethsabee (1939)
- Lunegarde (1942)
- L'Oiseau des ruines (1947)
- Aïno (1948)
- Les Plaisirs de la voyage (1950)
- Les Agriates (1950)
- La Sainte Vehme (1954)
- Villeperdue (1954)
- Fabrice (1956)
- Montsalvat (1957)
- Les Amours mortes (1961)
- Aréthuse (pośmiertnie, 1963)